# De Moordlijst
De Moordlijst was een wekelijkse muzieklijst voor alternatieve muziek opgesteld door OOR en de VPRO in de jaren 80 van de vorige eeuw. De lijst werd samengesteld werd door een groep muziekjournalisten van de OOR, VPRO en journalisten van diverse kranten als Het Parool en De Volkskrant.

## Waardering
De lijst was tijdenlang maatbepalend voor de muziekpers en liefhebbers van wat wel kwaliteitspop genoemd wordt, om daarmee een distantie te maken met hitparadelijsten die enkel op basis van verkoopcijfers samengesteld werden.

## Verval van de lijst
In 2003 trok de VPRO vanwege herorganisatie op de radio zich terug uit de lijst en verhuisde de wekelijkse Moordlijst-radio-uitzending naar Kink FM, waar hij twee jaar later ook geschrapt werd uit de programmering. Later verscheen de lijst nog maar maandelijks. De OOR bracht in november 2009 hun laatste lijst uit, omdat de lijst in de afgelopen jaren minder relevant werd voor de vakpers en de publieke belangstelling tevens daalde, mede omdat die via andere kanalen, zoals bijvoorbeeld 3VOOR12's luisterpaal informatie kunnen inwinnen.